# Donat Lacroix
Pour les articles homonymes, voir Lacroix.
Donat Lacroix, né en 1937 à Caraquet , est un pêcheur, auteur-compositeur-interprète et comédien canadien d'origine acadienne.

## Biographie

### Carrière

#### En musique
Donat Lacroix et son épouse Émé chantent autant leurs propres chansons que celles de Calixte Duguay, Sylvain Rivière et Valmont Légère, en plus de chansons traditionnelles. Ceux-ci se produisent en plusieurs endroits du Nouveau-Brunswick ainsi que dans leur bateau, le Jos-Fredric, ancré dans le port de Caraquet. Donat Lacroix est accompagné par plusieurs musiciens, dont Raymond Guy Leblanc au piano.
En 2020, Lacroix lance un livre intitulé Chansons, paroles et partitions musicale.

#### Au cinéma
Donat apparaît dans trois films. En 1994, il interprète le rôle d'Alzémer LeBlanc dans Le Secret de Jérôme, un film sous la direction de Phil Comeau. Sa deuxième apparition en 2014 est en tant que Donat St-Clair dans La Gang des hors-la-loi un film réalisé par Jean Beaudry adapté du roman de Lance Woolaver. En 2019, Donat incarne Gaston Cormier, le père de deux fils dont la femme avait mystérieusement disparu 30 ans auparavant, dans Pour mieux t'aimer un film réalisé par Denise Bouchard et Gilles Doiron.

## Discographie
- L'Acadie, la mer et l'amour en chansons
- Noël
- Viens voir l'Acadie
- Sur le chemin des acadiens

## Filmographie
- 1994 : Le Secret de Jérôme
- 2014 : La Gang des hors-la-loi
- 2019 : Pour mieux t'aimer

## Distinctions
Il est nommé officier de l'Ordre du Canada en 2008 pour « sa contribution à la promotion de la culture et des traditions acadiennes à travers ses chansons et sa poésie ».